# Museo de operaciones especiales y aerotransportadas
El Museo de Operaciones Especiales y Aerotransportadas del Ejército de los Estados Unidos (ASOM, por sus siglas en inglés) es parte del U.S Army Museum Enterprise dedicado a preservar y enseñar una historia pública de la comunidad de Operaciones Especiales y Aerotransportadas, así como una historia militar más amplia de los Estados Unidos.

## Descripción
Ubicado en Fort Bragg, pero separado geográficamente de la instalación principal, ha estado abierto al público en el cercano centro de Fayetteville, Carolina del Norte desde el año 2000. La instalación está atendida principalmente por civiles y voluntarios en el día a día, pero sigue siendo propiedad y está administrada por el Ejército a través del Centro de Historia Militar del Ejército de EE. UU., una parte del Comando de Entrenamiento y Doctrina (TRADOC).

## Exhibiciones
En octubre de 2013, se inauguró la "Exposición del grupo de trabajo Ranger y la batalla de Mogadiscio". La exhibición presenta dioramas inmersivos y artefactos de la batalla, incluidos los restos del Super 6–1, el primer helicóptero Black Hawk derribado durante la batalla y el Super 6–4. El derribo de Super 6-1 es ampliamente considerado como un punto de inflexión en la batalla y se relata en el libro de Mark Bowden y en la película Black Hawk Down producida por Ridley Scott.
A fines de 2016, el museo realizó una exhibición dedicada a los "Hombres de los Monumentos", que incluye artefactos, obras de arte y otros artículos relacionados con su trabajo de protección de tesoros artísticos durante la Segunda Guerra Mundial.
En 2020 se realizaron dos exhibiciones enmarcadas en la Segunda Guerra Mundial: Operation HALYARD: The Greatest Rescue Mission of World War II, un préstamo de la Halyard Mission Foundation, y Courage and Compassion: The Legacy of the Bielski Brothers.